# Evil Forces
Az Evil Forces album Eric Forrest énekes/basszusgitáros E-Force nevű death/thrash metal együttesének 2003-ban megjelent bemutatkozó albuma. Forrest korábban a szintén kanadai Voivod zenekar frontembere volt 1994 és 2000 között.

## Zenekar
- Eric Forrest – ének, basszusgitár
- Bryan Donahue – gitár
- Dan Lauzon – gitár
- Louis Levesque – dobok

## Dalok
1. Evil Forces (Intro) – 1:32 
(zene: Donahue)
2. Satanic Rituals – 4:37 
(zene: Forrest, Lauzon, Donahue / szöveg: Donahue, Forrest)
3. Mayhem – 3:42 
(zene/szöveg: Forrest)
4. Forest of the Impaled – 5:17 
(zene/szöveg: Forrest, Donahue)
5. Germ Warfare – 5:45 
(zene: Forrest, Donahue, Lauzon / szöveg: Forrest, Donahue)
6. Belief – 3:57 
(zene: Lauzon / szöveg: Forrest, Donahue)
7. Psychopath – 3:56 
(zene: Donahue, Forrest, Lauzon / szöveg: Donahue, Forrest)
8. Disorder – 5:10 
(zene/szöveg: Forrest, Donahue)
9. Crypto-Sporidium – 2:52 
(zene: Forrest, Donahue / szöveg: Forrest)
10. Purgatory – 2:25 
(zene/szöveg: Forrest, Donahue)
11. Scarring – 3:22 
(zene: Forrest / szöveg: Forrest, Donahue)
12. Global Warning – 4:10 
(zene: Donahue, Lauzon, Forrest/ szöveg: Forrest)